# Jibión

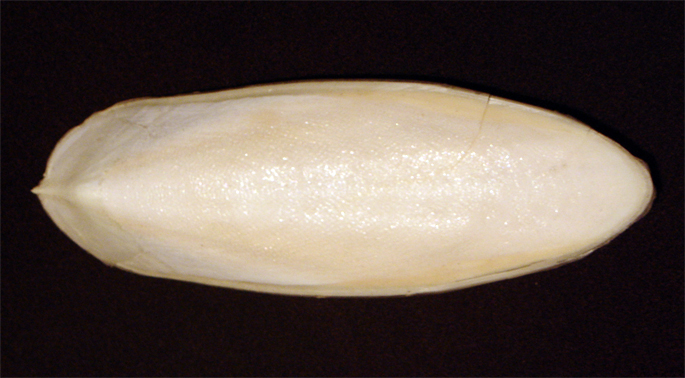
jibión de Sepia esp.

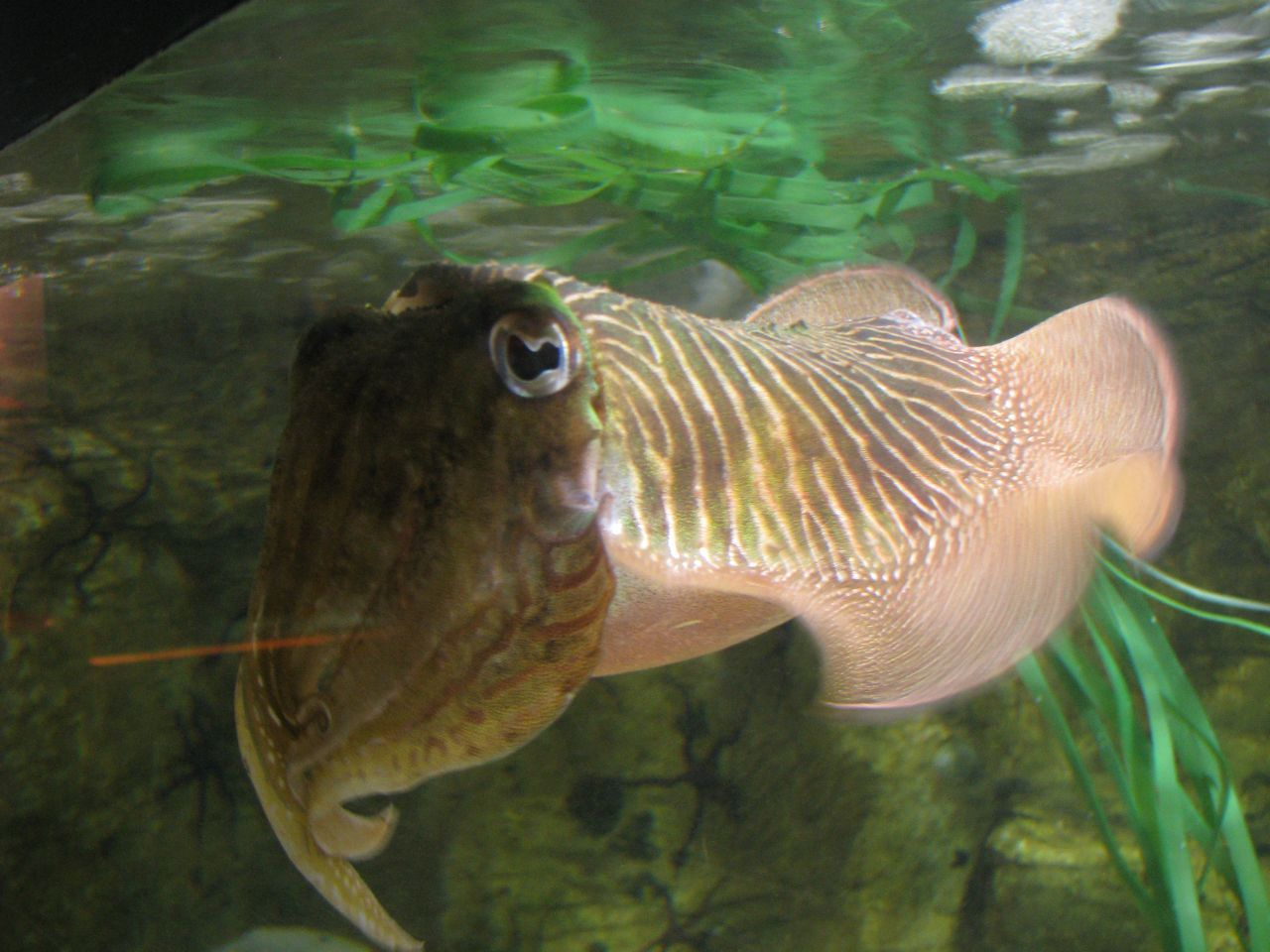
Sepia officinalis

El jibión es una estructura interna dura, quebradiza y ligera propia de todos los miembros del orden Sepiida, conocidos comúnmente como jibias o sepias. El jibión está compuesto principalmente de carbonato cálcico. Está llena de pequeños espacios y gas que sirve para controlar la flotabilidad del animal.

## Usos
Anteriormente, los jibiones se usaban  para hacer polvo para pulir. Se añadía este polvo al dentífrico y se usaba como antiácido o como producto absorbente. Actualmente, los jibiones se usan principalmente como suplemento dietético para aves y tortugas.
- Datos: Q1762674
- Multimedia: Cuttlebone / Q1762674